# Élie Marty
Élie Marty (Saint-Cyprien, 18 de julho de 1930 – Saint-Aubin-de-Cadelech, 22 de novembro de 2003), foi um político francês. 
Foi Membro do Parlamento por Dordonha (1986-1988), Conselheiro geral de Eymet (1982-1988) ePrefeito de Saint-Aubin-de-Cadelech (1977-1995). 